# Pirimela denticulata
Pirimela denticulata är en kräftdjursart som först beskrevs av Montagu 1808.  Pirimela denticulata ingår i släktet Pirimela och familjen Pirimelidae. Enligt den svenska rödlistan är arten otillräckligt studerad i Sverige. Arten förekommer i Götaland. Artens livsmiljö är havet. Inga underarter finns listade i Catalogue of Life.